# Cà chua
Cà chua (danh pháp hai phần: Solanum lycopersicum), thuộc họ Cà (Solanaceae), là một loại rau quả làm thực phẩm. Quả ban đầu có màu xanh, chín ngả màu từ vàng đến đỏ. Cà chua có vị hơi chua và là một loại thực phẩm bổ dưỡng, tốt cho cơ thể, giàu vitamin C và A, đặc biệt là giàu lycopene tốt cho sức khỏe.
Cà chua thuộc họ Cà, các loại cây trong họ này thường phát triển từ 1 đến 3 mét chiều cao, có những cây thân mềm bò trên mặt đất hoặc dây leo trên thân cây khác, ví dụ nho. Họ cây này là một loại cây lâu năm trong môi trường sống bản địa của nó, nhưng nay nó được trồng như một loại cây hàng năm ở các vùng khí hậu ôn đới và nhiệt đới.

## Lịch sử
Cà chua có nguồn gốc từ Nam Mỹ. Bằng chứng di truyền cho thấy cà chua được tiến hóa từ loài cây nhỏ quả màu xanh phổ biến ở vùng cao nguyên Peru . Một loài có tên Solanum lycopersicum được vận chuyển đến México, nơi nó được trồng và tiêu thụ bởi dân cư Trung Mỹ. Loại cà chua được thuần hóa đầu tiên có thể là trái cây màu vàng, tương tự như cà chua anh đào, được trồng bởi người Aztec miền Trung México. Từ cà chua bắt nguồn từ tomatl trong tiếng Nahuatl, có nghĩa trái cây sưng.
Nhà thám hiểm người Tây Ban Nha Cortés có thể là người đầu tiên chuyển loại cà chua nhỏ màu vàng tới Châu Âu sau khi ông chiếm được thành phố Aztec của người Tenochtitlan, tại México vào năm 1521. Christopher Columbus có thể đưa chúng đến châu Âu sớm hơn nhưng ông không làm được. Cuộc thảo luận đầu tiên của các nhà khoa học về cà chua vào năm 1544. Pietro Andrea Mattioli, một bác sĩ và là nhà thực vật học người Italia đã đặt tên cho loại quả mới này là pomo d'oro hay táo vàng .
Người Aztec và các dân tộc khác trong khu vực sử dụng cà chua trong việc nấu ăn của mình, nó đã được trồng ở miền nam México và có thể ở nhiều vùng khác vào khoảng 500 năm trước Công Nguyên. Người ta cho rằng đột biến từ một loại trái cây nhỏ nguồn gốc Trung Mỹ là tổ tiên trực tiếp của loài cà chua canh tác hiện tại.
Người Tây Ban Nha phổ biến
Sau khi thực dân Tây Ban Nha thuộc địa hóa châu Mỹ, Người Tây Ban Nha đã đem giống cà chua đi phân phối ở khắp các thuộc địa của họ trong vùng biển Caribbean. Họ cũng mang đến Philippines, từ đó lây lan sang Đông Nam Á và toàn bộ lục địa Á châu. Người Tây Ban Nha đem cà chua đến châu Âu, nó sinh trưởng một cách dễ dàng ở vùng khí hậu Địa Trung Hải, việc trồng trọt ở đây bắt đầu trong năm 1540. Cà chua được sử dụng làm thực phẩm ngay sau khi nó được giới thiệu. Sách dạy nấu ăn đầu tiên với công thức có cà chua xuất bản ở Naples vào năm 1692.:17 Một số vùng ở Ý chỉ dùng cà chua vào mục đích trang trí trong bàn ăn trước khi nó được kết hợp với các món ăn địa phương vào cuối thế kỷ XVII hoặc đầu thế kỷ XVIII.

## Trồng trọt

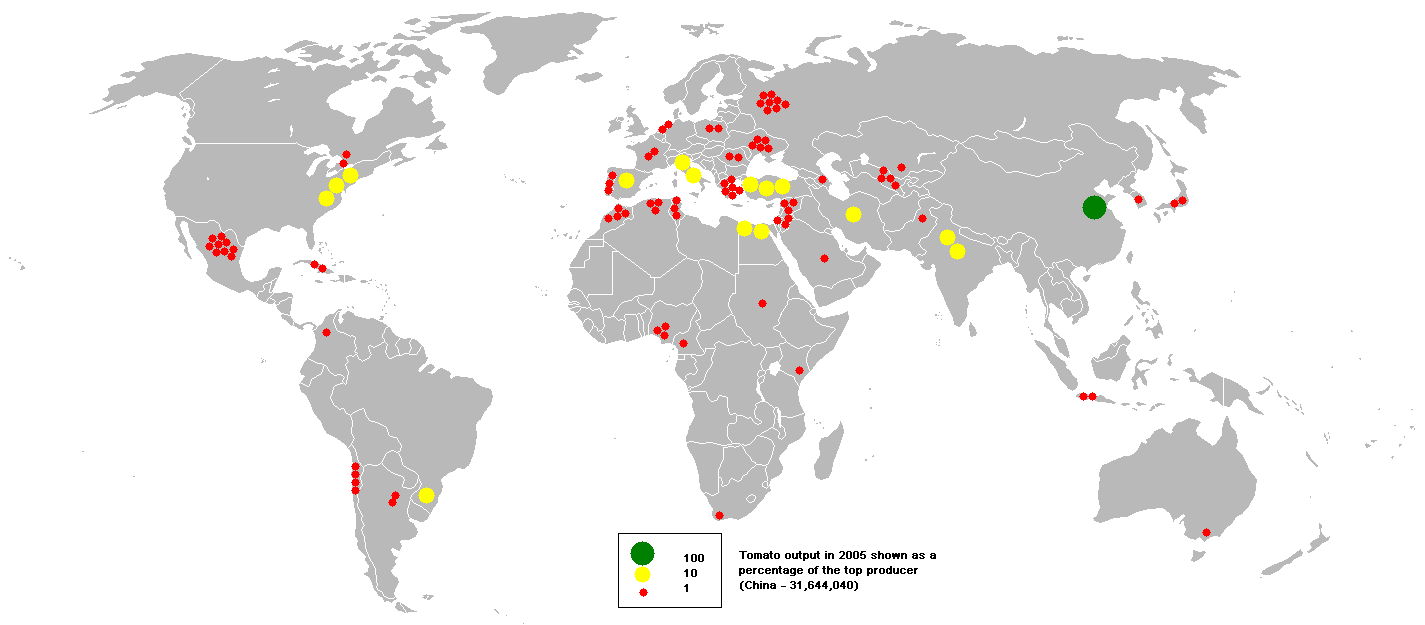
Sản lượng cà chua năm 2005

Cà chua được phát triển trên toàn thế giới do sự tăng trưởng tối ưu của nó trong nhiều điều kiện phát triển khác nhau. Các loại cà chua được trồng trọt phổ biến nhất là loại quả đường kính khoảng 5–6 cm. Hầu hết các giống được trồng đề cho ra trái cây màu đỏ, nhưng một số giống cho quả vàng, cam, hồng, tím, xanh lá cây, đen hoặc màu trắng. Đặc biệt có loại cà chua nhiều màu và có sọc.

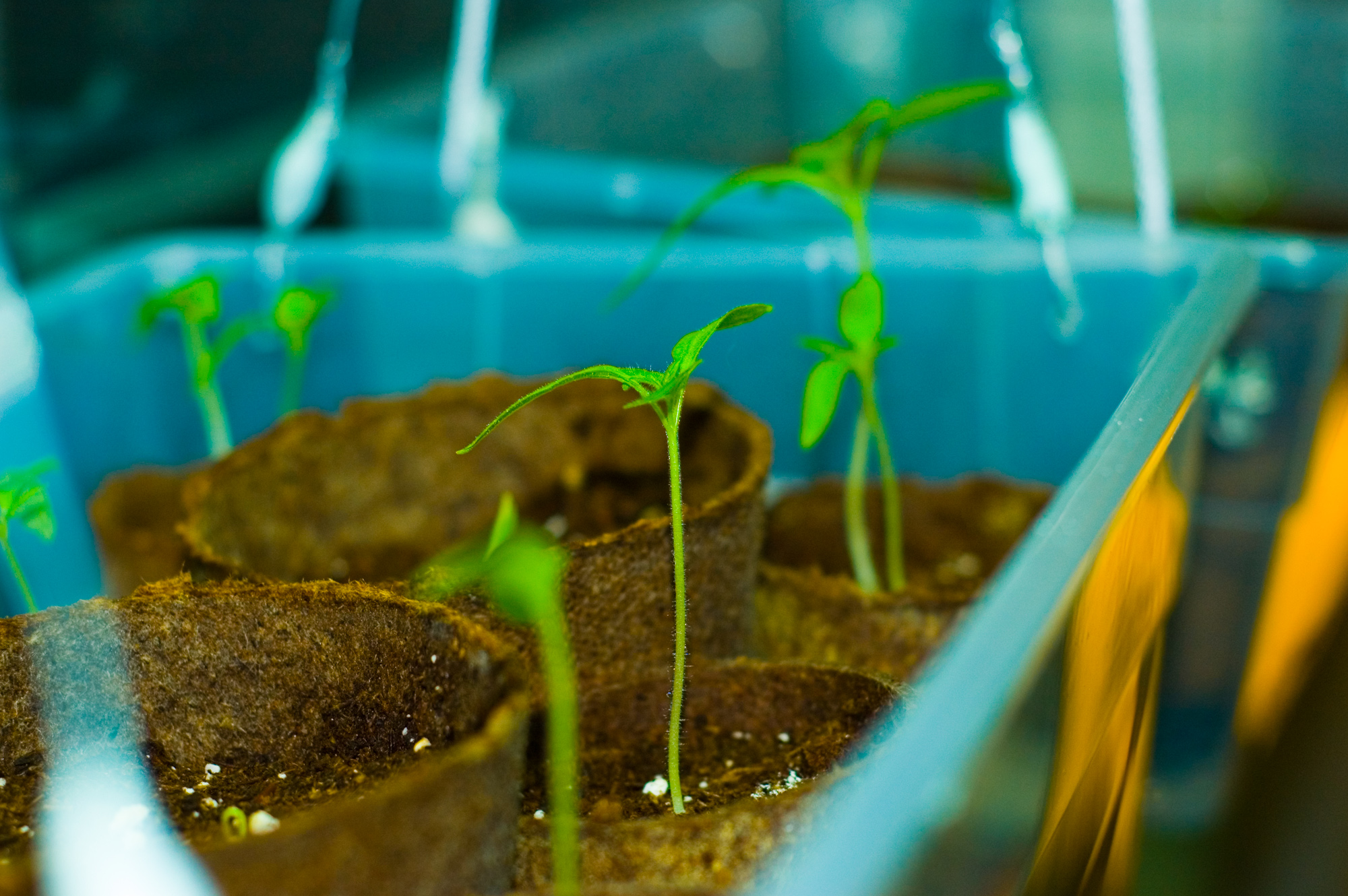
Cây giống cà chua trồng trong nhà

Cà chua là một trong các loại trái cây vườn phồ biến nhất tại Hoa Kỳ, cùng với quả bí xanh được người trồng ưa thích.
Một vài thương gia tạo ra ngân hàng cung cấp hạt giống thuần chủng. Định nghĩa về cà chua thuần chủng là mơ hồ, nhưng không giống với các giống thương mại, chúng được côn trùng thụ phấn vào được lai tạo trong 40 năm hoặc lâu hơn.
Khoảng 182 triệu tấn cà chua đã được sản xuất ra trên toàn thế giới trong năm 2018. Trung Quốc là nước sản xuất cà chua lớn nhất, chiếm khoảng một phần tư sản lượng toàn cầu, tiếp theo là Ấn Độ và Hoa Kỳ. Các khu vực chế biến tại California chiếm 90% lượng sản xuất ở Mỹ và 35% lượng sản xuất thế giới.
Theo FAO, Những quốc gia sản xuất cà chua nhiều nhất thế giới năm 2018 là:
| Sản xuất cà chua – 2018 (triệu tấn) | Sản xuất cà chua – 2018 (triệu tấn) |
| ----------------------------------- | ----------------------------------- |
| Trung Quốc                          | 61,5                                |
| Ấn Độ                               | 19,4                                |
| Hoa Kỳ                              | 12,6                                |
| Thổ Nhĩ Kỳ                          | 12,2                                |
| Ai Cập                              | 6,6                                 |
| Tổng cộng toàn cầu                  | 182,3                               |

### Giống

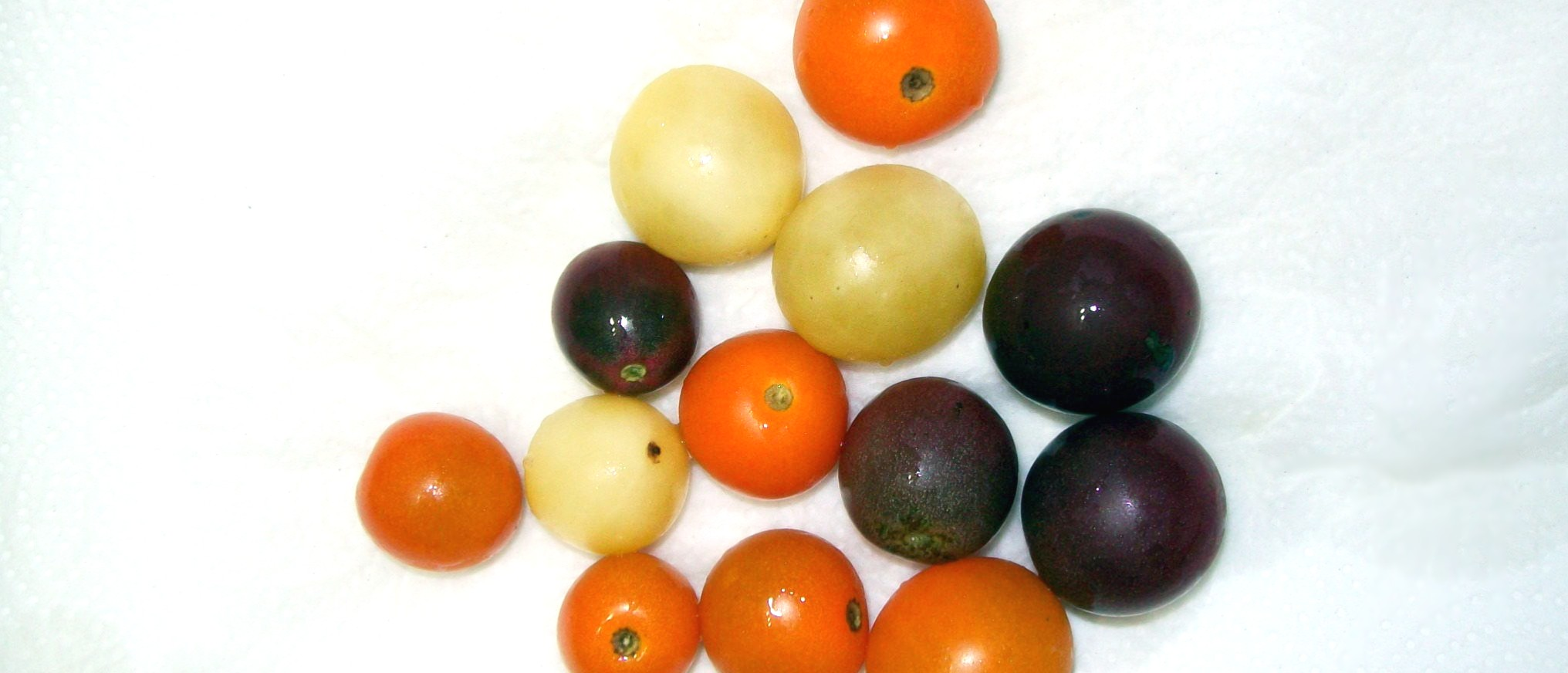
Màu sắc cà chua anh đào khác nhau sau khi chín

Hiện có khoảng 7.500 giống cà chua trồng cho các mục đích khác nhau. Cà chua thuần chủng đang ngày càng trở lên phổ biến, đặc biệt giữa các người vườn và nhà sản xuất khi học có xu hướng sản xuất các loại cây trồng có hương vị thú vị hơn, tăng khả năng kháng bệnh và năng suất.

Cây lai vẫn còn phổ biến, kể từ khi có mục đích sản xuất lớn, người ta kết hợp các đặc điểm tốt của các loại cà chua thuần chủng với độ ổn định của các loại cà chua thương mại thông thường. 

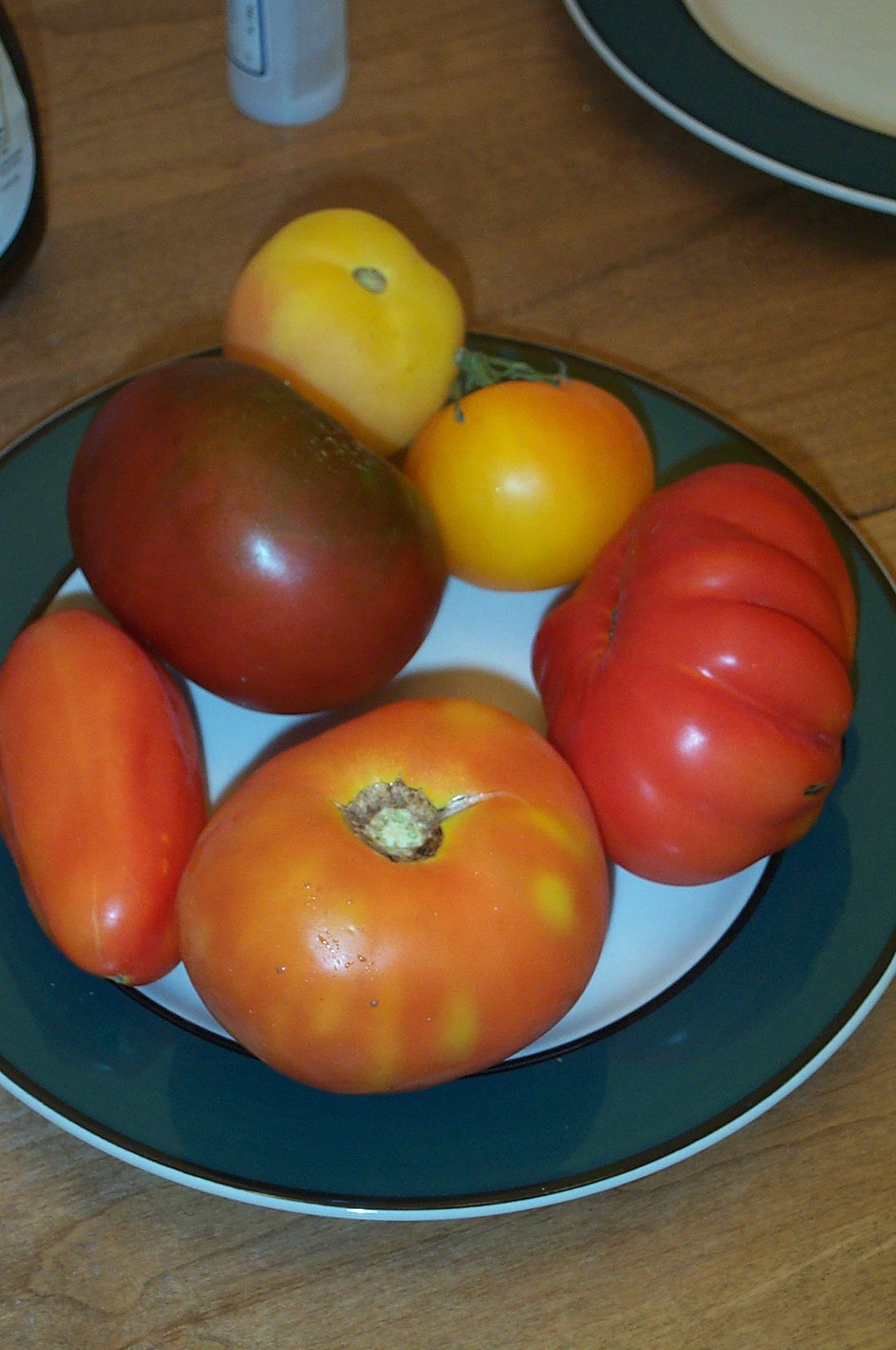
Các giống cà chua thuần chủng khác nhau

Giống cà chua được chia thành nhiều loại, chủ yếu dựa vào hình dạng và kích thước.
- Loại cà chua Slicing hay globe là cà chua thương mại thông thường, dùng được cho nhiều cách chế biến và ăn tươi.
- Loại cà chua Beefsteak là cà chua lớn thường dùng cho bánh mì. Thời gian bảo quản ngắn khiến ít được sử dụng trong thương mại.
- Loại cà chua Oxheart có hình dạng giống như loại dâu tây lớn.
- Cà chua mận được lai tạo để sử dụng trong sản xuất nước sốt cà chua.
- Cà chua lê hình quả lê.
- Cà chua anh đào nhỏ và tròn, vị ngọt ăn trong món salad.
- Cà chua nho được giới thiệu gần đây, một biến thể của cà chua mận nhưng nhỏ hơn, được dùng trong món salad
- Cà chua Campari ngọt, lớn hơn cà chua anh đào nhưng nhỏ hơn cà chua mận.

Hầu hết các giống cà chua hiện đại đều mịn bề mặt, nhưng một số giống cà chua hiện đại như beefsteak thường có khía rõ rệt. Hầu hết các giống trái cây thương mại màu đỏ, nhưng nhiều giống cà chua thuần chủng có màu sắc đa dạng. Có một sự khác biệt giữa cà chua trồng cho thương mại so với cà chua do những người làm vườn sản xuất tại gia. Giống sản xuất do người làm vườn thường được chú trọng đến hương vị, còn giống do các cơ sở sản xuất thương mại hướng đến hình dạng, kích thước, kháng sâu bệnh, phù hợp cho việc cơ giới hóa thu hái và vận chuyển.
Cà chua phát triển tốt với 7 giờ chiếu sáng mỗi ngày từ ánh sáng mặt trời. Một phân bón NPK với tỷ lệ 5-10-10 thường được bán làm phân bón cà chua hoặc phân bón rau, cả phân hữu cơ cũng được sử dụng.

### Sâu bệnh

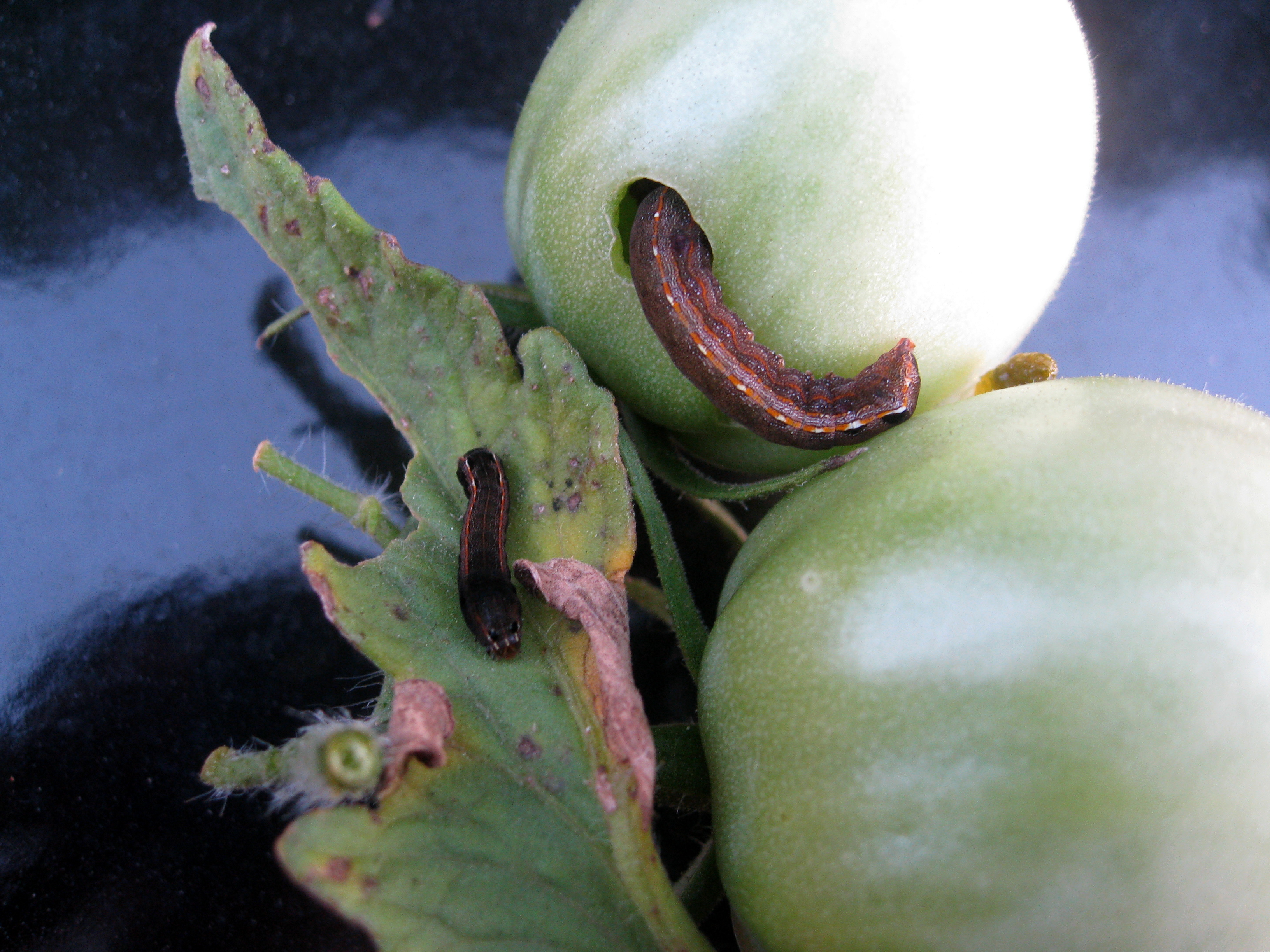
Sâu cà chua ăn quả cà chua chưa chín

Các giống cà chua khác nhau có khả năng kháng bệnh khác nhau. Các phương pháp lai hiện đại tập trung vào việc cải thiện khả năng kháng bệnh của thực vật thuần chủng. Một bệnh cà chua thông thường là bệnh do virus khảm thuốc lá gây ra. Nhiều hình thức của nấm mốc và bệnh bạc lá cũng ảnh hưởng đến cà chua, đó là lý do các giống cà chua thường được đánh dấu với khả năng kháng bệnh cụ thể. Bằng cách sử dụng các chữ cái, phổ biến nhất là: V - héo Verticillium, F - Fusarium héo chủng I, FF - Fusarium héo chủng I và II, N - tuyến trùng, T - virut khảm thuốc lá, và A - Alternaria.
Một bệnh đặc biệt nguy hiểm với cà chua là bệnh curly top, làm gián đoạn vòng đời. Như tên gọi của nó, nó có những triệu chứng làm cho ngọn lá của cây xuất hiện nếp nhăn và phát triển bất thường. Một số loài gây hại phổ biến là sâu cà chua, bọ cánh cứng, nhện đỏ, sên và loại bọ khoai tây Colorado.
Khi bị côn trùng tấn công, cây cà chua sản xuất hormone peptide và systemin kích hoạt cơ chế phòng thủ, chẳng hạn như sản xuất các chất ức chế protease để làm chậm sự phát triển của côn trùng. Loại hormon này lần đầu tiên được xác định trong cà chua, nhưng những protein tương tự cũng đã được xác định có trong các loài khác.

### Biến đổi gen
Cà chua đã được biến đổi bằng cách sử dụng kỹ thuật di truyền. Việc biến đổi gen cà chua cho mục đích thương mại tạo ra loại cà chua Flavr Savr, được thiết kế để có tuổi thọ dài hơn. Các nhà khoa học đang tiếp tục phát triển cà chua với những đặc điểm mới không tìm thấy trong các giống trồng tự nhiên, như tăng khả năng kháng sâu hại và thích nghi môi trường. Các dự án khác nhằm mục đích làm phong phú thêm các chất có lợi trong cà chua tốt cho sức khỏe hoặc cung cấp dinh dưỡng cao.

## Tiêu thụ
Cà chua được trồng và ăn trên khắp thế giới. Nó được sử dụng bằng nhiều cách khác nhau, bao gồm cả nguyên liệu trong món salad, và chế biến thành nước sốt cà chua hoặc súp cà chua. Cà chua chưa chín màu xanh lá cây cũng có thể được tẩm bột và chiên, được sử dụng để làm cho salsa, hoặc ngâm. Nước ép cà chua được bán như là một thức uống, và được sử dụng trong cocktail như Bloody Mary.
Cà chua có nhiều axit, giúp cho nó dễ dàng bảo quản và đóng hộp. Cà chua cũng được bảo quản bằng cách phơi dưới ánh nắng mặt trời.

## Thành phần dinh dưỡng
Trong cà chua có chứa rất nhiều chất dinh dưỡng có lợi cho cơ thể như carotene, lycopene, vitamin và kali. Tất cả những chất này đều rất có lợi cho sức khoẻ con người. Đặc biệt cái loại vitamin B, vitamin C và beta carotene giúp cơ thể chống lại quá trình oxy hóa của cơ thể, giảm thiểu nguy cơ tử vong do bệnh tim mạch và ung thư.
Theo nghiên cứu, cứ khoảng 150g cà chua (tương đương với một khẩu phần ăn) có thể đáp ứng 32% nhu cầu vitamin C trong một ngày của người trưởng thành.
Chất chống oxy hóa tự nhiên này có khả năng ngăn các gốc tự do gây ung thư và lão hóa tế bào. Chúng được sử dụng nhiều trong những công thức giảm cân giữ dáng.
| Giá trị dinh dưỡng cho mỗi 100 g (3,5 oz) | Giá trị dinh dưỡng cho mỗi 100 g (3,5 oz) |
| --- | ----------------------------------------- |
| Năng lượng | 75 kJ (18 kcal)                           |
| |                                           |
| Carbohydrat | 4 g                                       |
| Đường | 2.6 g                                     |
| Chất xơ | 1 g                                       |
| |                                           |
| |                                           |
| Chất béo | 0.2 g                                     |
| |                                           |
| |                                           |
| Protein | 1 g                                       |
| \| Vitamin và khoáng chất \| Vitamin và khoáng chất \| \| ---------------------- \| ---------------------- \| \| \| \| \| \| \| \| Vitamin \| Lượng %DV† \| \| Vitamin C \| 14% 13 mg \| \| \| \| \| \| \| |                                           |
| |                                           |
| Thành phần khác | Lượng                                     |
| Nước | 95 g                                      |
| |                                           |
| † Tỷ lệ phần trăm được ước tính dựa trên khuyến nghị Hoa Kỳ dành cho người trưởng thành, ngoại trừ kali, được ước tính dựa trên khuyến nghị của chuyên gia từ Học viện Quốc gia.                           |                                           |
| Vitamin và khoáng chất |                                           |
| |                                           |
| |                                           |
| Vitamin | Lượng %DV†                                |
| Vitamin C | 14% 13 mg                                 |
| |                                           |
| |                                           |

| Vitamin và khoáng chất | Vitamin và khoáng chất |
| ---------------------- | ---------------------- |
|                        |                        |
|                        |                        |
| Vitamin                | Lượng %DV†             |
| Vitamin C              | 14% 13 mg              |
|                        |                        |
|                        |                        |

### Thuộc tính dùng làm thuốc

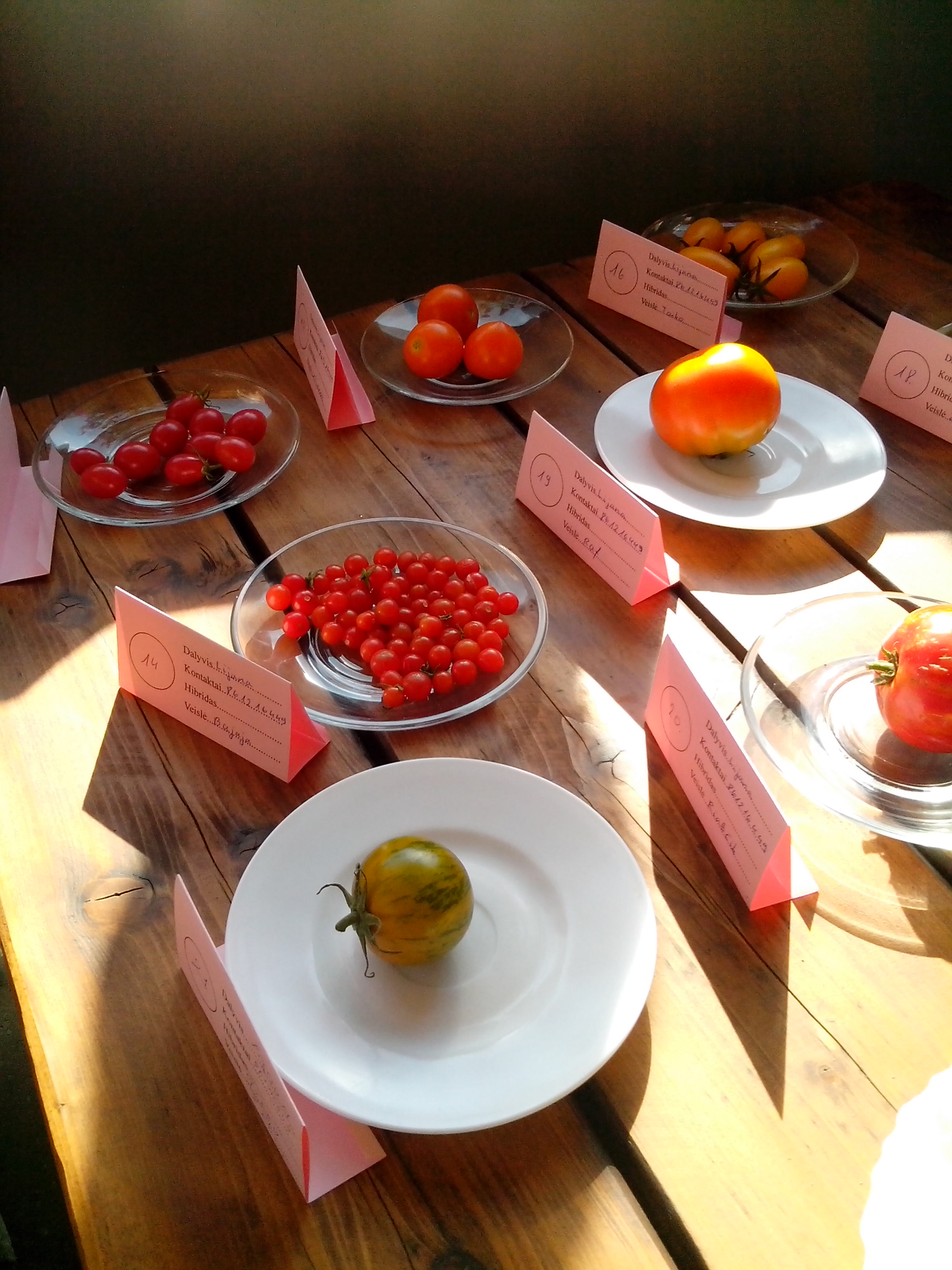
Các loại cà chua khác nhau

Lycopen được chứng minh có thể bảo vệ cơ thế chống lại quá trình oxy hóa trong nhiều nghiên cứu dịch tễ học. Cà chua là nguồn nhiều Lycopen, tiêu thụ cà chua có thể làm giảm nguy cơ ung thư vú, ung thư đầu và cổ, có thể chống lại rất mạnh các bệnh thoái hóa thần kinh. Uống nước sốt cà chua xay nhuyễn là giúp trị các triệu chứng bệnh tiểu đường. Tiêu thụ cà chua còn giúp mang lại lợi ích cho việc giảm nguy cơ tim mạch và bệnh liên quan đến tiểu đường loại 2.

### Độc tính
Lá và thân cây cà chua có chứa atropine, tomatine và alkloid tropane là những chất gây hại cho cơ thể nếu vô tình nuốt phải. Trái cà chua không chín  chứa các hợp chất này. Việc sử dụng lá cà chua làm trà (tisane) từng là nguyên nhân của ít nhất một cái chết. Tuy nhiên, mức độ của tomatine nói chung quá nhỏ để có thể gây nguy hiểm.
Cà chua có thể gây hại cho những con chó nếu nó ăn quá nhiều trái cà chua.
Ngày 30 tháng 10 năm 2006, Trung tâm Kiểm Soát và Phòng Ngừa Dịch Bệnh Hoa Kỳ (CDC) công bố cà chua có thể là nguồn gốc của một dịch bệnh bùng phát gây ra 172 bệnh nhân trong 18 tiểu bang. Cà chua có liên quan đến bảy dịch salmonella từ năm 1990. Năm 2008 dịch này bùng phát khiến nhà chức trách loại bỏ cà chua ra khỏi sạp hàng tạp hóa và nhà hàng trên khắp Hoa Kỳ

## Một vài hình ảnh về cà chua

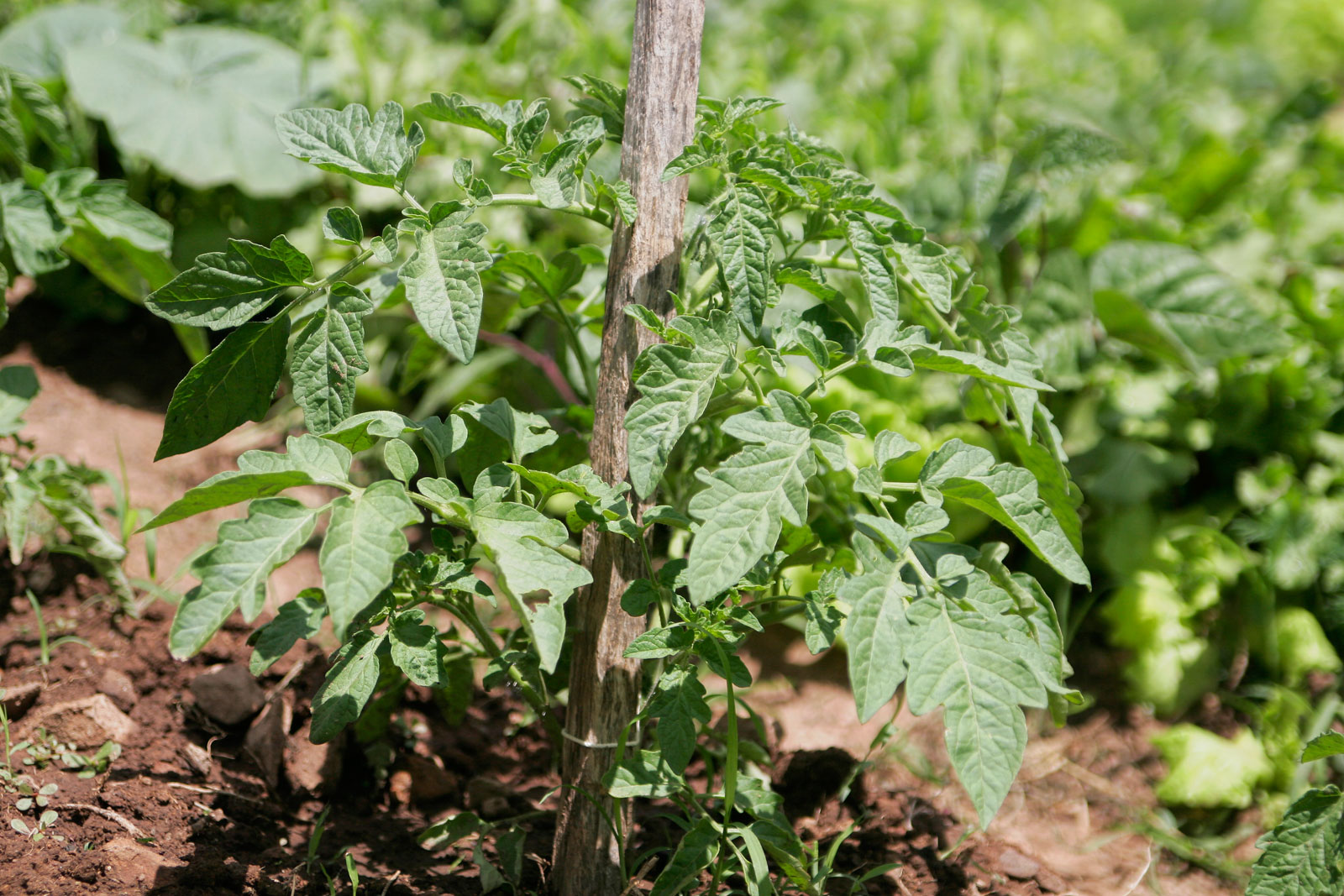
Cây cà chua non.
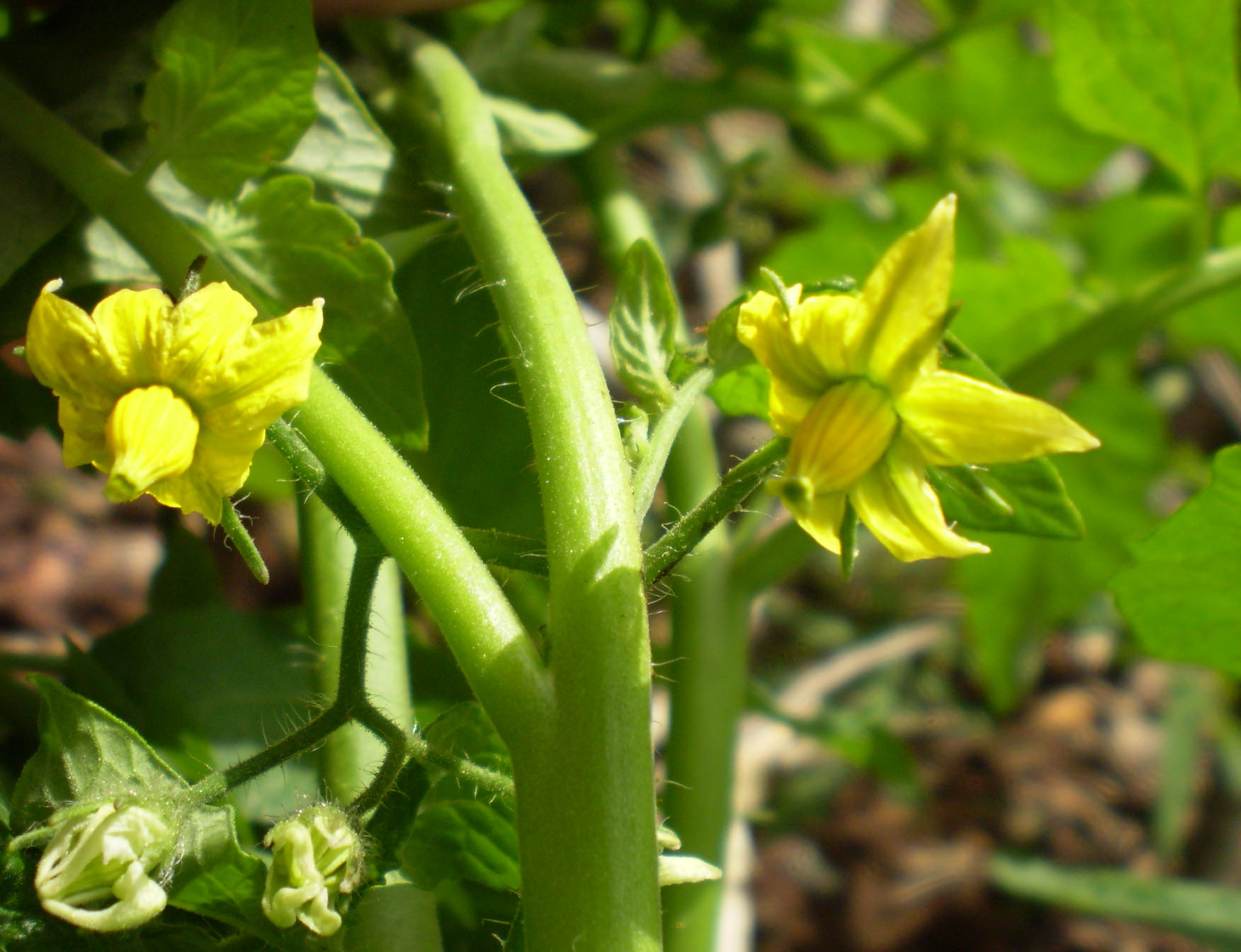
Hoa cà chua.
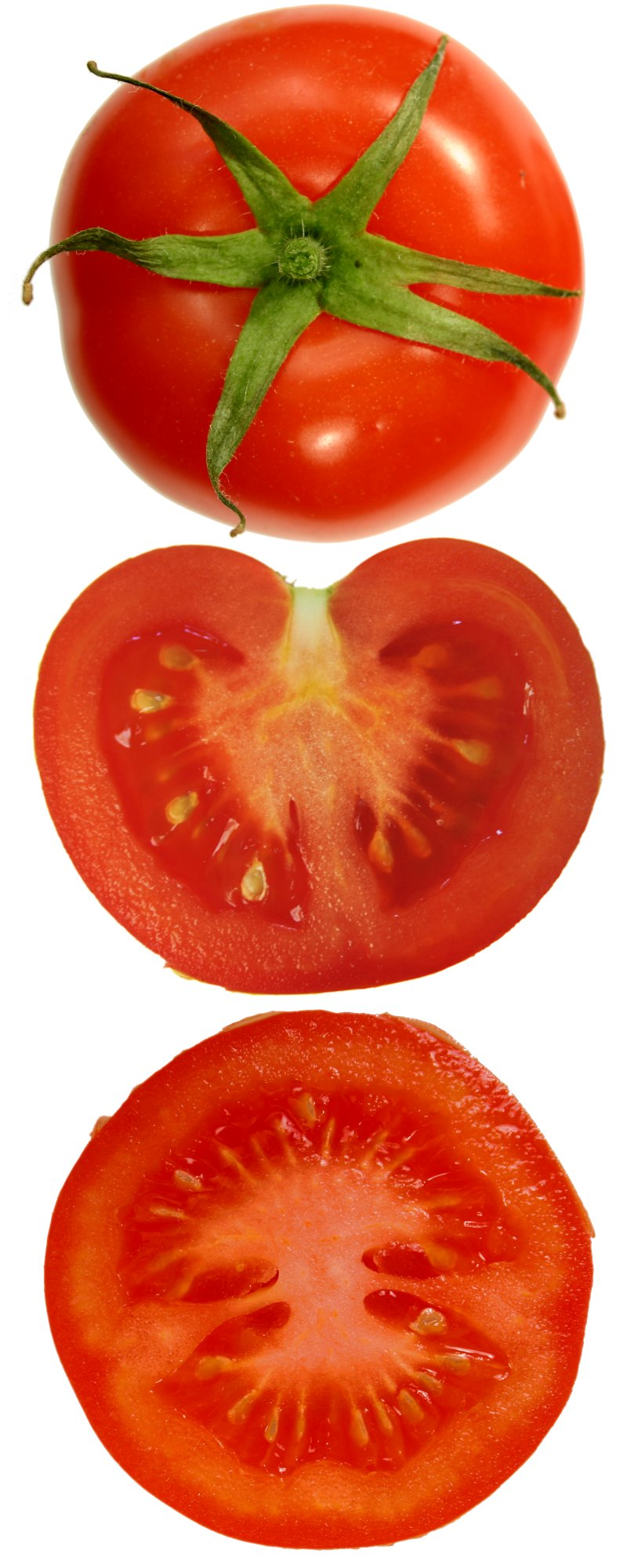
Cà chua nguyên quả và đã cắt đôi
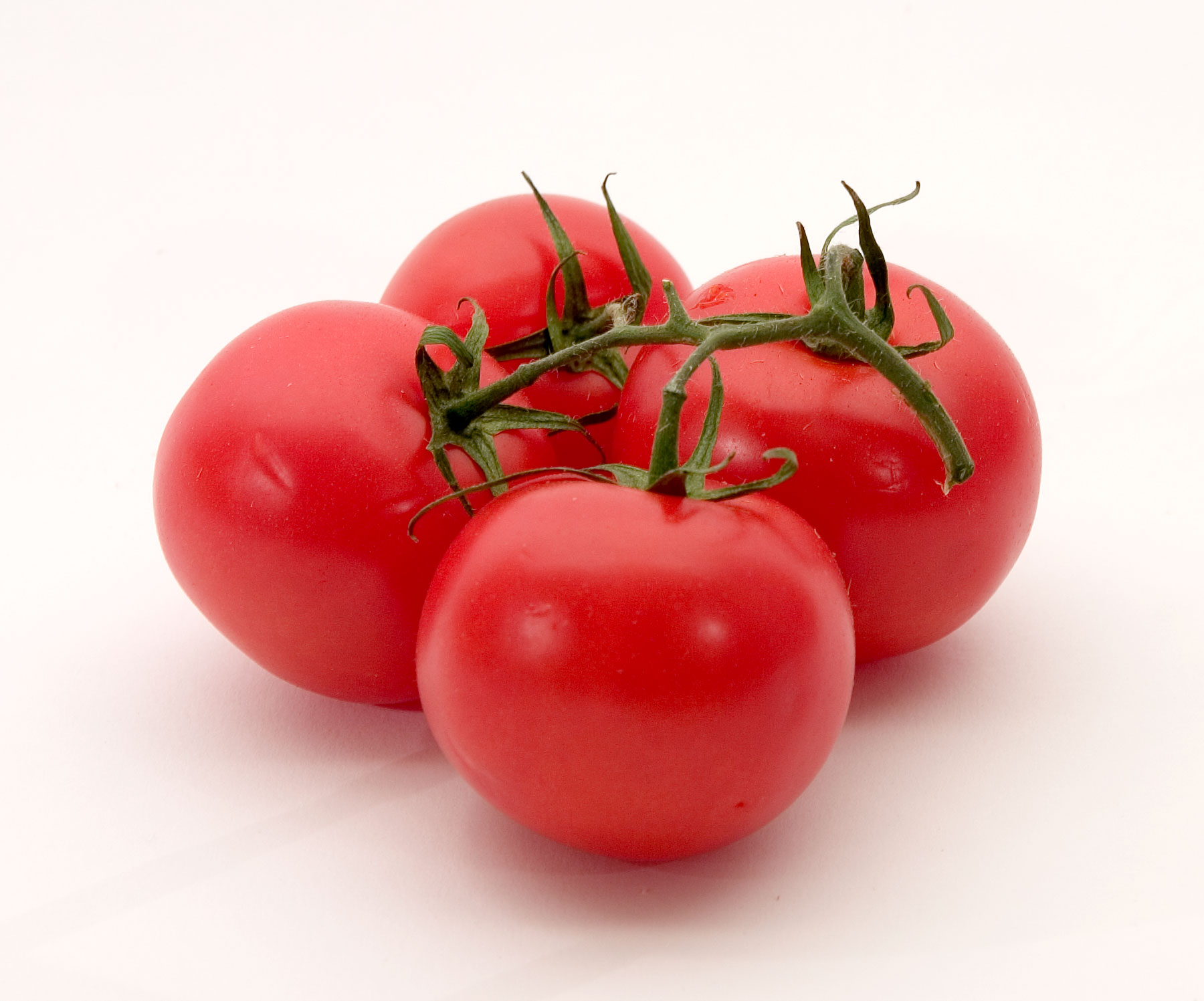
Hình chọn lọc về quả cà chua
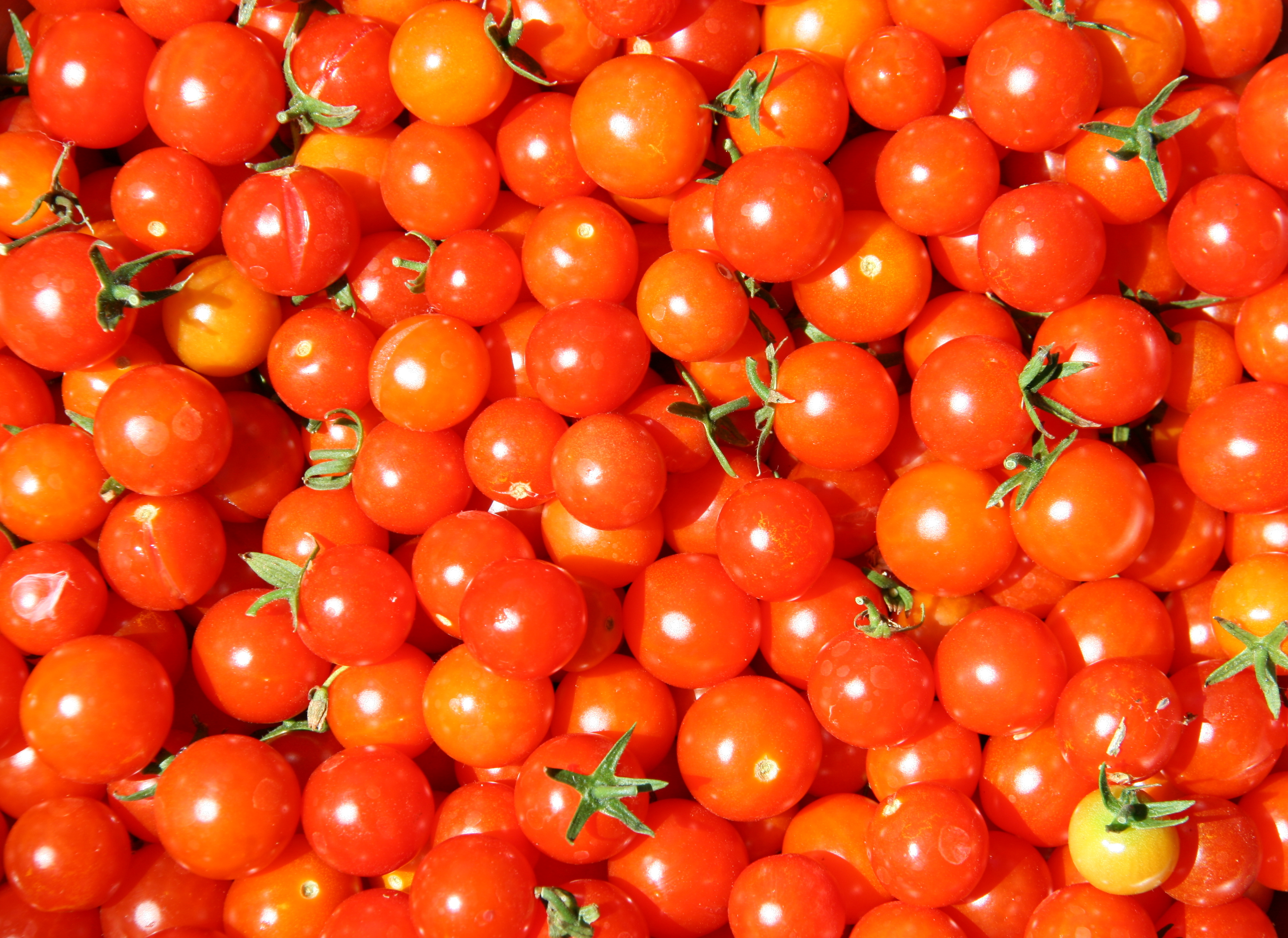
Một loại cà chua anh đào

## Hình ảnh

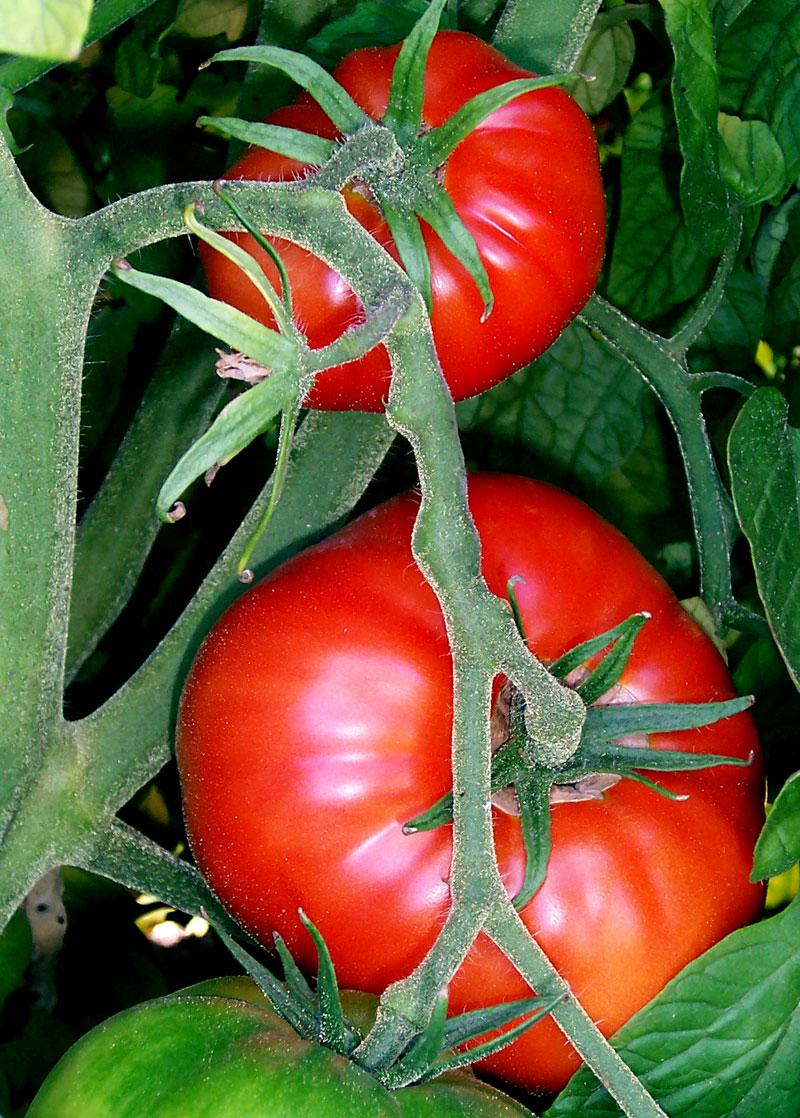
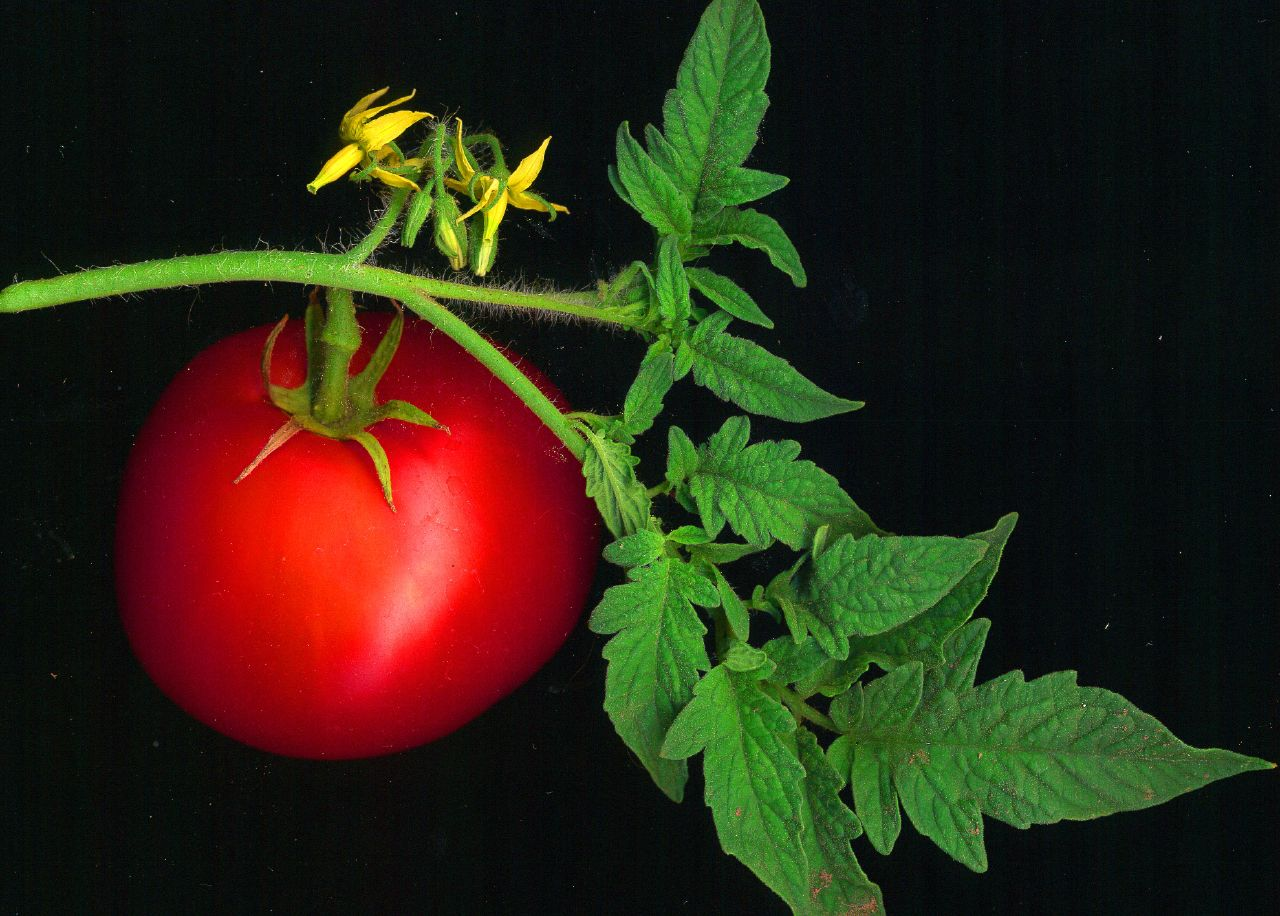
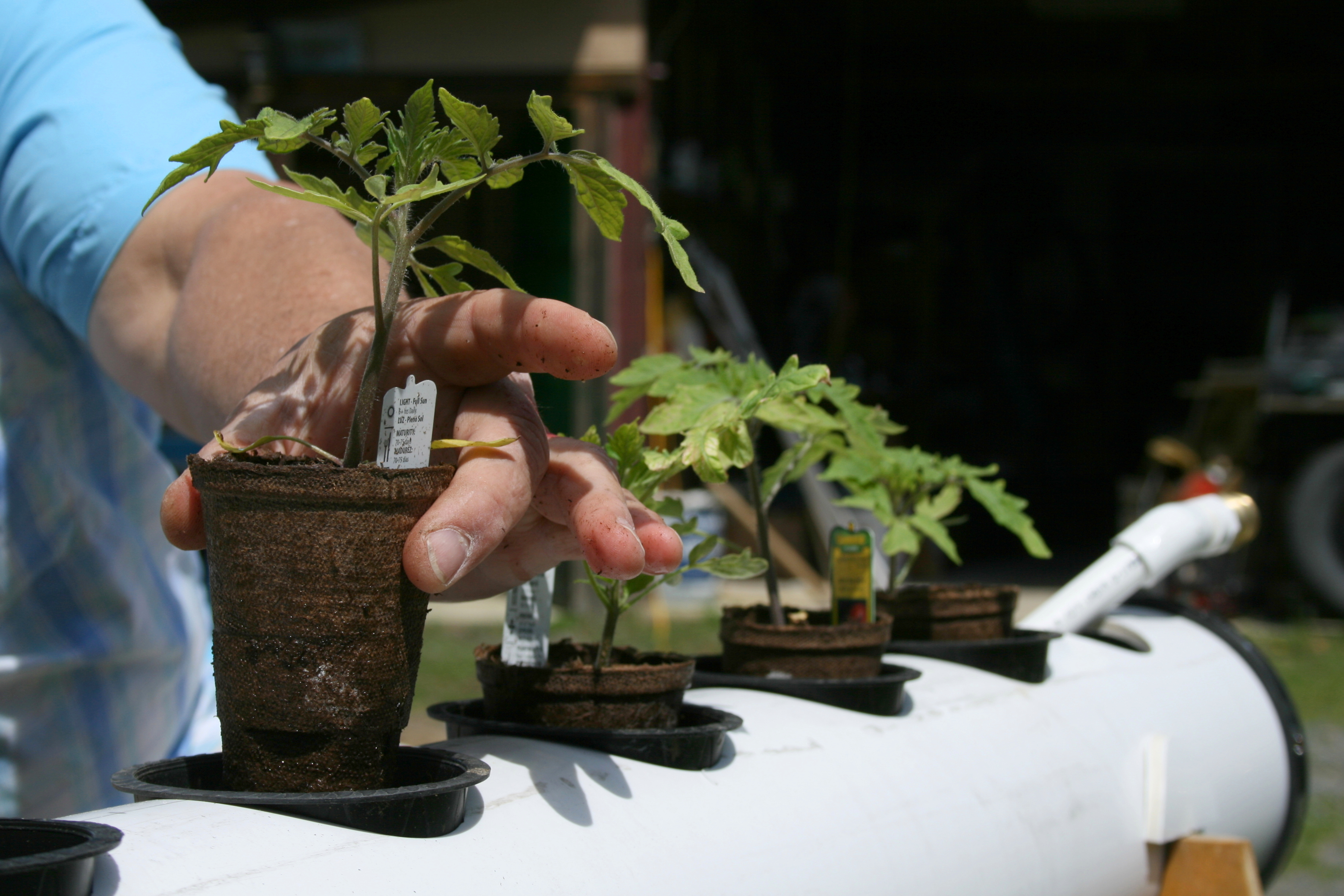
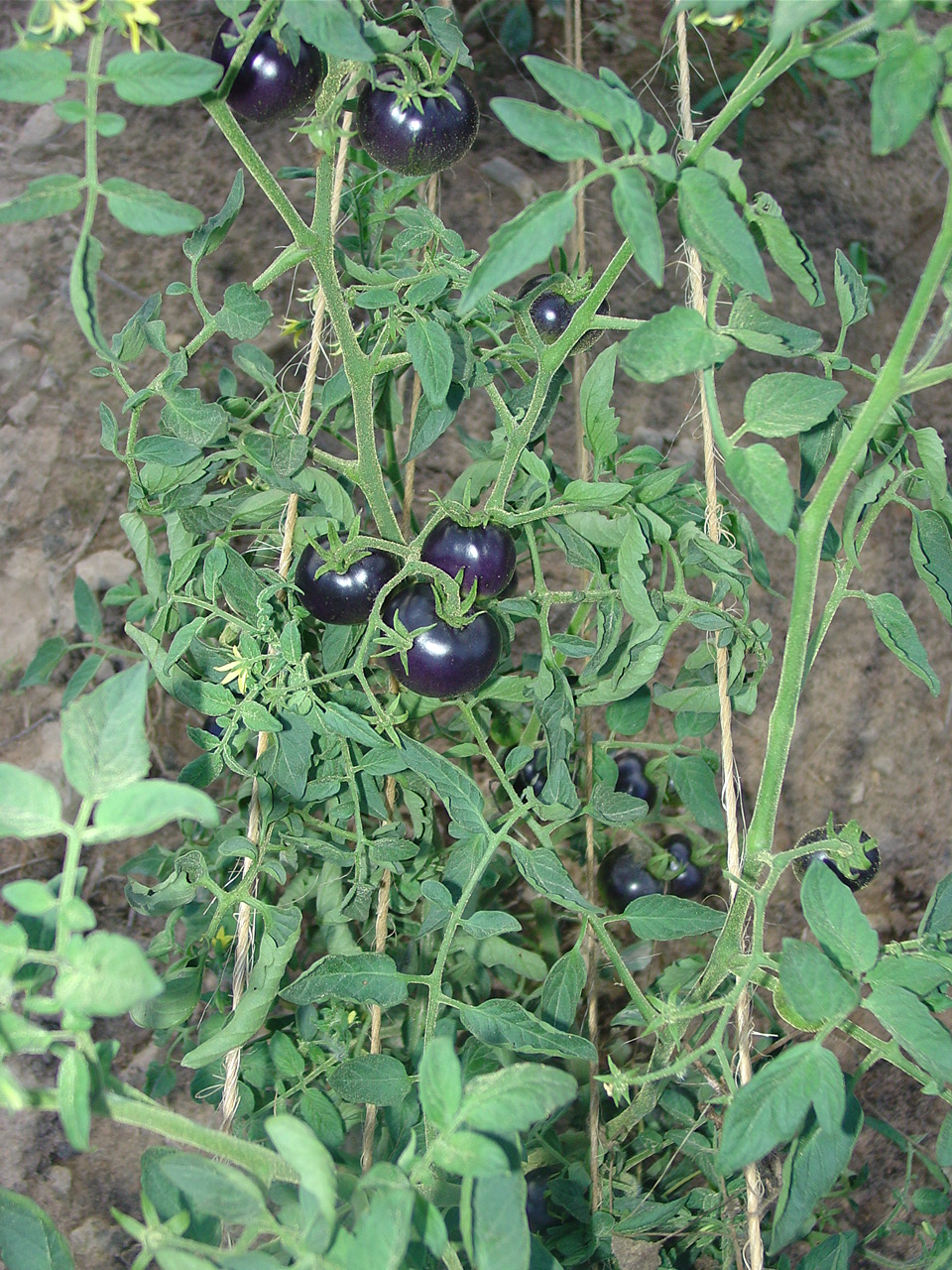